# Герб Карлівки
Герб Карлівки — один з офіційних символів міста Карлівка Полтавської області. Затверджений 9 вересня 2011 р. рішенням сесії міської ради.

## Опис
У зеленому щиті щиток, перетятий лазуровим і золотим. У першій частині золотий розширений хрест. У другій частині понижена червона підкова. Щиток облямований з боків срібними стінозубчстими вежами, мурованими чорним, а знизу — половиною червоного зубчастого колеса.